# 보르지기트 치미더르지
보르지기트 치미더르지(만주어: ᠴᠢᠮᠡᠳᠳᠣᠷᠵᠢ, 한국 한자: 濟默特多爾濟 박이제길특 제묵특다이제, 티베트어: འཆི་མེད་རྡོ་རྗེ།, 1712년 ~ 1782년)은 중국 청나라의 몽골계 귀족 무관 겸 정치인이다.

## 생애
1728년 청나라 황실 무관에 등용되었고 2년 후 1730년에는 옹정제(雍正帝)의 이복 조카딸인 화석단유공주(和碩端柔公主)와 결혼하였지만 화석단유공주(和碩端柔公主)와의 사이에서는 슬하 자녀가 없었으며 이후 1754년에 부인 화석단유공주(和碩端柔公主)를 병으로 상배(喪配)하였고 이듬해 1755년에 황실 장군(皇室 將軍) 관직을 사임과 동시에 청나라 즈리 성 톈진으로 낙향하여 불교 수도에 정진하다가 1782년 톈진의 어느 산간 사찰 소암자에서 향년 70세로 별세하였다.